# تشارلز كوتش (سياسي)
تشارلز كوتش هو فلاح وسياسي أمريكي، ولد في 13 مارس 1833، وتوفي في 10 نوفمبر 1911. انتخب عضو جمعية ولاية ويسكونسن ‏.